# Lilian Mercedes Letona
Lilian Mercedes Letona Pérez (24 de septiembre de 1954, Turín, Departamento de Ahuachapán, en el occidente de El Salvador – 1 de agosto de 1983) fue la Comandante Clelia, considerada por la guerrilla una heroína de la guerra revolucionaria de El Salvador que murió en combate entre el Frente Farabundo Martí para la Liberación Nacional (FMLN) y fuerzas del gobierno de El Salvador durante la administración del presidente provisional Dr. Álvaro Magaña. El Salvador se encontraba saliendo del período de la dictadura militar que databa del régimen del General Martínez. Las últimas elecciones presidenciales se habían celebrado en 1977 saliendo electo oficialmente el General Carlos Humberto Romero Mena aunque la oposición mantuvo que dicho resultado era derivado de fraude electoral siendo la Unión Nacional Opositora (UNO) el verdadero ganador.

## Biografía
Su padre fue profesor de escuela y su madre una pequeña comerciante. En 1972 se graduó en la especialidad de Pintura en el Bachillerato Nacional de Artes, militando en ese tiempo en el movimiento estudiantil hasta incorporarse al Ejército Revolucionario del Pueblo (ERP), promoviendo simultáneamente la incorporación de su hermana gemela Mercedes del Carmen Letona Pérez (Comandante Luisa) quien más tarde llegó a ser Responsable del Sistema Radio Venceremos.
Desde 1973, Lilian Mercedes incorporó a muchos obreros de las fábricas del llamado “Cinturón Obrero” de San Salvador a núcleos obreros clandestinos del ERP. Se incorporó a comandos guerrilleros urbanos y participó en acciones armadas en las que se incluyeron tomas de radioemisoras y acciones de reparto de propaganda revolucionaria. Su trabajo organizativo y de agitación en los círculos obreros fue muy determinante en la formación de las Ligas Populares 28 de febrero (LP-28).
En enero de 1974, todavía a la edad de 19 años, pasa a la clandestinidad por la persecución desatada contra las dos hermanas y se incorporó a la lucha armada, donde participó en la construcción de estructuras del Partido de la Revolución Salvadoreña (PRS-ERP) llegando a ser miembro del Comité Central (CC) en 1977. Estando en el CC llegó a ser Primera Responsable del Frente de Masas del PRS-ERP y participaba en la preparación de la ofensiva general de 1981 como responsable general de las milicias en la zona de San Salvador y alrededores cuando fue capturada el 11 de enero. Por 22 días permaneció en condición de “desaparecida” en las cárceles clandestinas de la Policía Nacional donde fue encontrada por la Cruz Roja Internacional siendo trasladada a la Cárcel de Mujeres de Ilopango. Mientras estuvo en la cárcel de Ilopango, Lilian Mercedes organizó el Comité de Presos Políticos de El Salvador, Sección Cárcel de Mujeres (COPPES).
Luego de dos años y medio en la prisión, Lilian Mercedes fue liberada en junio de 1983 por medio de una Amnistía decretada por el Gobierno de Unidad Nacional de Álvaro Magaña y se incorporó al frente militar Nor-Oriental “Francisco Sánchez” del FMLN.
Posterior a su liberación, la Comandante Clelia al ser entrevistada declaró: “Yo tenía la certeza que en manos del enemigo mi vida no valía nada, y que la vida de un solo compañero que se encontrara libre desarrollando cualquier tarea por pequeña que pareciera, tenía un valor infinitamente más elevado. No iba, entonces, a entregar a ningún compañero, ni una sola casa. Primero muerta”.
Su muerte en combate ocurrió semanas después de su liberación de la cárcel.